# Парфёнов, Пётр Семёнович
Пётр Семёнович Парфёнов (29 июня (11 июля) 1894, с. Никольское, Белебеевский уезд, Уфимская губерния — 29 июля 1937, Москва) — русский поэт, писатель, дипломат, военный и  государственный деятель. Автор песни «Партизанский гимн» («По долинам и по взгорьям»).

## Биография
Пётр Парфёнов родился в крестьянской семье. В детстве был свинопасом, батраком. В 1909—1910 годах — кучер, дворник, булочник в Златоусте; затем — каменщик в Уфе на Аша-Балашовском металлургическом комбинате, ремонтник на железнодорожной станции Борзя и во Владивостоке.
После этого — старший бухгалтер, счетовод, официант ресторана в Харбине; учитель в селе Екатериновка Приморской области; ученик химика на Тетюхинских рудниках (ныне — Дальнегорск Приморского края); унтер-офицер, прапорщик, штабс-капитан инженерных войск в городе Наровчат Пензенской губернии.
С 1914 года — на фронтах Первой мировой войны. С 1915-го публиковал в газетах стихи, в том числе под псевдонимом Пётр Алтайский. В 1917 г. вступил на фронте в большевистскую партию. В июле 1917-го в связи с контузией получил двухмесячный отпуск с Румынского фронта, выехал в Алтайский округ, где в посёлке Семёновский, ныне исчезнувшем (территория Завьяловского района Алтайского края), жили его родители.
Больше на фронт не возвращался. Был уполномоченным по созданию крестьянских советов Алтайской губернской земской управы, учителем в селе Глубоком (ныне Завьяловский район), членом Алтайского губисполкома, заведующим отделом народного образования исполкома Алтайской губернии.
В 1918 году стал командиром полка имени Карла Маркса, был инспектором строевой части штаба Алтайского фронта. После падения Советской власти на Алтае был арестован, затем освобождён и жил в Семёновке у родителей, вновь был арестован и бежал.
После этого был мобилизован как бывший офицер и 5 сентября 1918 года направлен в Барнаульский полк; вновь был арестован 19 сентября 1918 года, освобождён 12 октября; снова арестован барнаульской контрразведкой 18 ноября 1918 года, подвергся пыткам, освобождён 9 декабря 1918 года. После этого более месяца находился в психотделении военного госпиталя в Барнауле. Выздоровев, он связался с подпольщиками Омска и по их заданию работал в колчаковской контрразведке города Камень-на-Оби, снабжая подпольщиков ценными сведениями. О действиях «жандармского полковника», прототипом которого был Парфёнов, рассказано на страницах романа алтайского писателя Георгия Егорова «Солона ты, земля».
Затем Парфёнов переехал в Забайкалье и на Дальний Восток, где принял активное участие в Гражданской войне в качестве командира полка 8-й Забайкальской дивизии Красной армии, а затем начальника политуправления Народно-революционной армии Дальневосточной республики (ДВР).
В декабре 1920 — январе 1921 года Парфёнов как особоуполномоченный правительства ДВР возглавлял мирную делегацию Приморского народного собрания на переговорах с начальником главного штаба охранных войск КВЖД в Харбине относительно судьбы 30 эшелонов с остатками колчаковской армии, обеспечивал их разоружение и реэвакуацию. В мае 1921 года как начальник политуправления народно-революционной армии вошёл в коалиционное правительство — Совет министров Дальневосточной республики. В конце 1921 года Парфёнову было поручено возглавить военно-техническую миссию ДВР.
В марте 1922 года переехал в Москву, где работал сотрудником Коминтерна, редактором журналов «Советский путь», «Коллективист», заместителем торгового представителя СССР в Иране.
В 1925—1926 годах являлся ответственным инструктором ЦК ВКП(б) по Сибири и Дальнему Востоку; затем возглавлял оргплановое бюро Госплана, был назначен заместителем председателя и, наконец, председателем Госплана РСФСР — в 1927—1929 годах.
В 1927 г. женился, с 1929 г. сосредоточился на писательской работе. Был автором исторических книг «Уроки прошлого. Гражданская война в Сибири», «В огне революции», «На соглашательских фронтах», «Борьба за Дальний Восток», повести «Поход на Гатчину», романа «Личное и общественное» и других литературных произведений. В 1934 году его приняли в Союз писателей СССР, он возглавлял Московское товарищество писателей.
В 1933 году Парфёнова исключили из партии, в октябре 1935-го арестовали. По одной из версий, 29 июля 1937 его расстреляли по приговору Военной коллегии Верховного суда СССР по обвинению в организации контрреволюционной террористической группы и в связи с контрреволюционерами. Согласно другой версии, он умер 14 февраля 1943 года от правостороннего воспаления лёгких. П. С. Парфёнов был реабилитирован посмертно в 1956 г.
Похоронен в Москве на Донском кладбище.
19 мая 1987 года улица 2-я Северо-Западная в Железнодорожном районе Барнаула была переименована в улицу имени Петра Парфёнова. Также имя Парфёнова носят улицы в алтайском райцентре Завьялове и в городе Спасске-Дальнем Приморского края.

## «По долинам и по взгорьям»
Творчество Петра Парфёнова, возможно, давно забыли бы, если бы не приобретшая необыкновенную популярность песня «По долинам и по взгорьям». Ей было предпослано посвящение: «Светлой памяти Сергея Лазо, сожжённого японо-белогвардейцами в паровозной топке».
Первый вариант героической песни начинался строкой «По долинам, по загорьям». Несколько позже, в 1922-м, Парфёнов внёс в текст ряд изменений («волочаевские дни» вместо «николаевские дни» и так далее). В 1929 году Ансамбль красноармейской песни А. В. Александрова включил «Партизанскую» в свой репертуар, при этом текст Парфёнова был отредактирован поэтом-песенником Сергеем Алымовым. Автором мелодии был назван ротный командир одной из частей Украинского военного округа Илья Атуров, из уст которого Александров услышал мелодию песни.
Но в 1934 году в газете «Известия» появилась коллективная статья, в которой указывалось имя подлинного автора — Парфёнова. А в 21-м номере журнала «Красноармеец — Краснофлотец» за 1934 год сам Пётр Семёнович рассказал историю создания «Партизанского гимна».
Однако вопрос об авторстве оставался нерешённым, потому что в 1937 году Пётр Семёнович был расстрелян. Только в 1962-м суд подтвердил авторство Парфёнова.
В том же 1937 году, когда был расстрелян автор «Партизанского гимна», в Испании появился вариант песни на ту же музыку — «El Himno del Guerrillero».